# Шопска фолклорна област
Шопската фолклорна област е българска фолклорна област, разположена на територията на Средна Западна България. Обхваща т. нар. „Шоплук“ (това включва Софийско, Самоковско, Свогенско, Сливнишко, Радомирско, Дупнишко, Граово) (което е Пернишко и Брезнишко) и Западните покрайнини (Годечко, Трънско, Кюстендилско).
В Шопската фолклорна област освен едногласно се среща и характерното двугласно пеене. Първият глас се изпълнява от една певица, която „издига“, „извиква“, „рука“. Вторият глас, който „влече“, „слага“, „следи“, се изпълнява от няколко певици. Той „украсява“ мелодията и може да лежи върху един тон както при пиринския двуглас. Характерен за Шоплука обаче е двуглас, при който вторият глас също се движи близо до първия и създава характерното остро звучене. Мелодическото движение на втория глас е по-пестеливо в сравнение с основната мелодия. Двугласните песни се изпълняват от жени.

## Песни
Жътварските песни са безмензурни и обикновено се изпълняват от 2 певици (окачки), които пеят първи глас (водещата мелодия) и 4 или повече певици (влачачки), които пеят втори глас – равен тон, като с всяка „окачка“ пеят по две и повече „влачачки“. Характерно при жътварските песни е пеенето и отпяването, като едната група пее трудния характер. Диалектът (шопско-граовски говор) на този тип българи си е намерил място в прекрасния фолклор, който е създал. Най-бързото хоро на Балканите е засечено в област София. При все на всичко шопът се е научил да танцува уникално. Хем бързо, хем с някакво странно „натрисане“, което прави както женското, така и мъжкото хоро темпераментно и неповторимо. В песните трудно можеш да намериш история с тъжен край, повечето песни са оптимистични, с поставен в началото проблем, който се разрешава в края. В цялото шопско землище има една мелодия, използвана от всички. Това е тъй наречената „Марковска“ мелодия.
Има десетки песни с различен текст, но с една и съща мелодия – Марковската. Примери за такива песни „Жалба пише жална България“, „Море запали се Янина планина“, „Марко коси трева детелина“ и много други. В шопската фолклорна област много добре се е запазило народното двугласно пеене. Дори в днешната Бистрица – селище в полите на Витоша планина до София, още се пее дори и тригласно. Самата група от жени, нарекли се „Бистришките баби“, е донесла на страната ни много успехи. Тригласното пеене на бистричанки е под закрилата на ЮНЕСКО, още едно доказателство за уникалността на българския фолклор като цяло.
Шопските песни са с малък тонов обем. Пеят се на два гласа. Първият пее мелодията, а вторият „лежи“ (нарича се „исо“ глас). Двата гласа образуват интервал „секунда“, затова песните звучат остро, рязко, открито. Шопските хора̀ са буйни и темпераментни. Жътварските песни в различните краища на Шоплука са много различни.
Хороводните песни са бързи и игриви.